# Церква святого Димитрія на Замку (Сянік)
Церква святого Димитрія на Сяноцькому замку - православний храм, що розташовувався посеред замку міста Сянік. Виник, ймовірно у середині ХІІІ століття, зруйнований у середині XVI століття. Одна із найдавніших будівель міста. Храм був частиною нового дитинця, що виник у ХІІІ столітті після монголо-татарського нашестя, та занепаду старого центру на пагорбі Городище. У першій половині XIV століття був частиною княжої резиденції що виникла тут за правління князя Юрія ІІ.

## Хронологічні відомості
Церква виникла близько 1250 року в час коли, після знищення монголо-татарськими військами давнього Сяніка місто продовжило свій розвитку на іншому місці на 4,5 кілометри південніше давнього гόрода. 
У період правління останнього руського князя Юрія ІІ, коли Сянік став його тимчасовою резиденцією, храм міг використовуватись як її частина. 
Після загарбання Галицької Русі польським королем Казимиром ІІІ, монастир, що існував при церкві Димитрія був ліквідований, а в його приміщеннях розміщено прибулих францисканських монахів. Згадана у документах під 1435 році.
Коло 1550 року споруда була зруйнована у ході перебудов, котрі в цей час здійснювались у замку.  Оскільки тоді було добудовано корпус, який примикав до південного торця палат, можна припустити, що саме в цьому місці розташовувалась будівля храму. 
В ході археологічних досліджень, які проводились у 2005 році було відкрито прицерковний цвинтар.